# Деемульсація нафти
Деемульсація нафти (рос. деэмульсация нефти; англ. oil demulsification; нім. Öldemulgieren n, Öldismulgieren n) — руйнування і розшарування нафтових емульсій на нафту і воду.
Здійснюється на нафтових родовищах при підготовці нафти до транспортування і на нафтопереробних заводах.
Методи деемульсації:
- обробляння емульсій реагентами-деемульгаторами,

- нагрівання (із застосуванням підігрівачів різних типів);

- відстоювання (у спеціальних відстійниках чи ємностях проміжного зберігання),

- діяння електричними чи електростатичними полями (в електродегідраторах),

- імпульсні діяння, створені з допомогою різних джерел коливань, а також спеціальних режимів турбулентного перемішування емульсії і інш.;

- центрифугування;

- фільтрація через спеціальні пористі матеріали;

Існують три основні методи руйнування нафтових емульсій:
- 1. Механічний:
  - а) відстоювання — застосовується до свіжих, легко руйнованих емульсій. Розшаровування води й нафти відбувається внаслідок різниці в густині компонентів емульсії. Процес прискорюється нагріванням до 120—160°С під тиском 8-15 атмосфер протягом 2-3 год., не допускаючи випарювання води.
  - б) центрифугування — відділення механічних домішок з нафти під впливом відцентрових сил. У промисловості застосовується рідко, звичайно серіями центрифуг із числом обертів від 350 до 5 000 об/хв., при продуктивності 15-45 м3/год. кожна.
- 2. Хімічний: руйнування емульсій досягається шляхом застосування поверхнево-активних речовин — деемульгаторів:
  - а) адсорбційним витісненням діючого емульгатора речовиною з більшою поверхневою активністю:
  - б) утворенням емульсій протилежного типу (інверсія фаз);
  - в) розчиненням (руйнуванням) адсорбційної плівки в результаті її хімічної реакції із введеним у систему деемульгатором.

Хімічний метод застосовується частіше, ніж механічний, звичайно — в поєднанні з електричним.
- 3. Електричний: при поміщенні нафтової емульсії в змінне електричне поле частинки води, що сильніше реагують на поле ніж нафта, починають коливатися, зіштовхуючись одна з одною, що приводить до їхнього об'єднання, укрупнення й більш швидкого розшарування з нафтою. Установки, що називаються електро-дегідраторами (ЕЛОУ — електричні установки), з робочою напругою до 33 000 V при тиску 8-10 атмосфер, застосовуються групами по 6-8 шт. із продуктивністю 250—500 т нафти на добу кожна. У поєднанні з хімічним методом цей метод має найбільше поширення в промисловій нафтопереробці.

Іноді вдається звільнитися від води невеликим підігрівом і відстоюванням нафти в резервуарах, але в більшості випадків бурові води із солями й іншими забрудненнями утворюють з нафтою стійкі емульсії, зруйнувати і розділити які важко. Для руйнування стійких емульсій застосовують центрифугування, добавки електролітів, колоїдних деемульгаторів та ін.
Нафту, яку переробляють шляхом перегону, поділяють на фракції, які після відповідного очищення можуть бути використані як товарний продукт чи як сировина для більш глибокої переробки.
Найбільший ефект деемульсації досягається поєднанням декількох методів впливу на емульсії (реагенти-деемульгатори, нагрівання, турбулізація, електричне поле і інш.).
Комплексними методами деемульсації є внутрішньотрубна деемульсація, яка здійснюється при турбулентному перемішуванні емульсії з деемульгатором, що вводиться в потік обводненої продукції свердловин спеціальними дозаторами (типу БР–10, БР–25 і ін), і подальше її підігрівання і відстоювання, а також пінна деемульсація, основана на використанні ефекту спінювання емульсії (з деемульгатором) при диспергуванні її у водному середовищі. Деемульсацію проводять в устаткованнях підготовки нафти, де одночасно з процесами відокремлення води проводять сепарацію нафти від газу та її очищення від солей (знесолення) і механічних домішок.